# San Papino
Papino, o Papio, in latino Papinus o Papius (dal greco Παπίου-Παππίου), Pappius, Pappianus (fl. IV secolo), è stato un martire cristiano, venerato dalla Chiesa cattolica e dalla Chiesa ortodossa; quest'ultima lo venera con i nomi di Papias e Pappias. È primo patrono e protettore della città di Milazzo che lo festeggia il 17 giugno. Viene commemorato anche il 28 giugno, festività espunta nella editio typica del Martirologio Romano (2001) ed. italiana 2004.

## Passio
« Questo visse ai tempi di Diocleziano e di Massimiano, discendente da antenati che onoravano e predicavano Cristo. Arrestato e trascinato, stando alla presenza del governatore gli viene ordinato di sacrificare. Non piegandosi, ma peggio, insultando il governatore, lo spinse all'ira: subito perciò fu preso da quattro e viene stirato, e con nerbi frustato a lungo. Quindi immerso per tre giorni in un gran lebete di olio e grasso, avvenne un miracolo che colpì chi vedeva: sembrò un uomo come rivestito di fuoco. Sosteneva tale supplizio per sette giorni interi: richiamò alla fede in Cristo molti increduli. Tirato fuori da li subito fu legato nudo a un tribolo di ferro e abbandonato a cavalli selvaggi, viene trascinato per valli e luoghi impervi. Dopo appeso ad una trave per tre giorni a testa in giù con una grossa pietra appesa al collo che lo stirava. Dopo tre giorni con una falce viene tagliata la fune, il Santo cadde a terra; subito dopo viene ricoperto di carboni ardenti su tutto il corpo e sommerso da pietre lanciate dall'alto. Ma l'apparizione di un angelo lo restituisce indenne dalle pietre e lo rialza completamente sano, portando così le folle alla fede; e questi furono anche decapitati. Così il Santo ricevette la fine per mezzo di spada a gloria e lode del nostro vero Dio Amen ».

## Culto

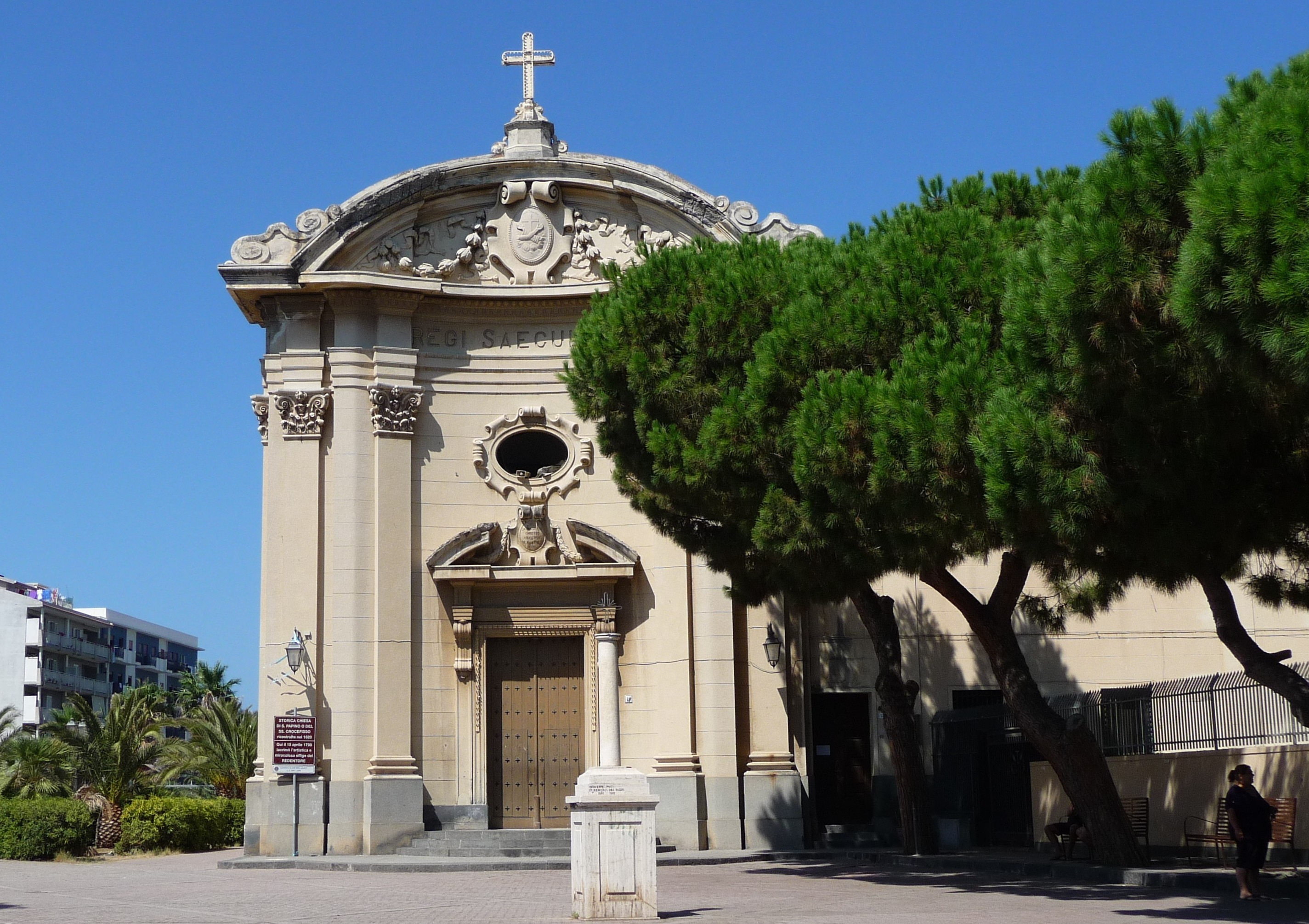
La seicentesca Chiesa di San Papino Martire a Milazzo.

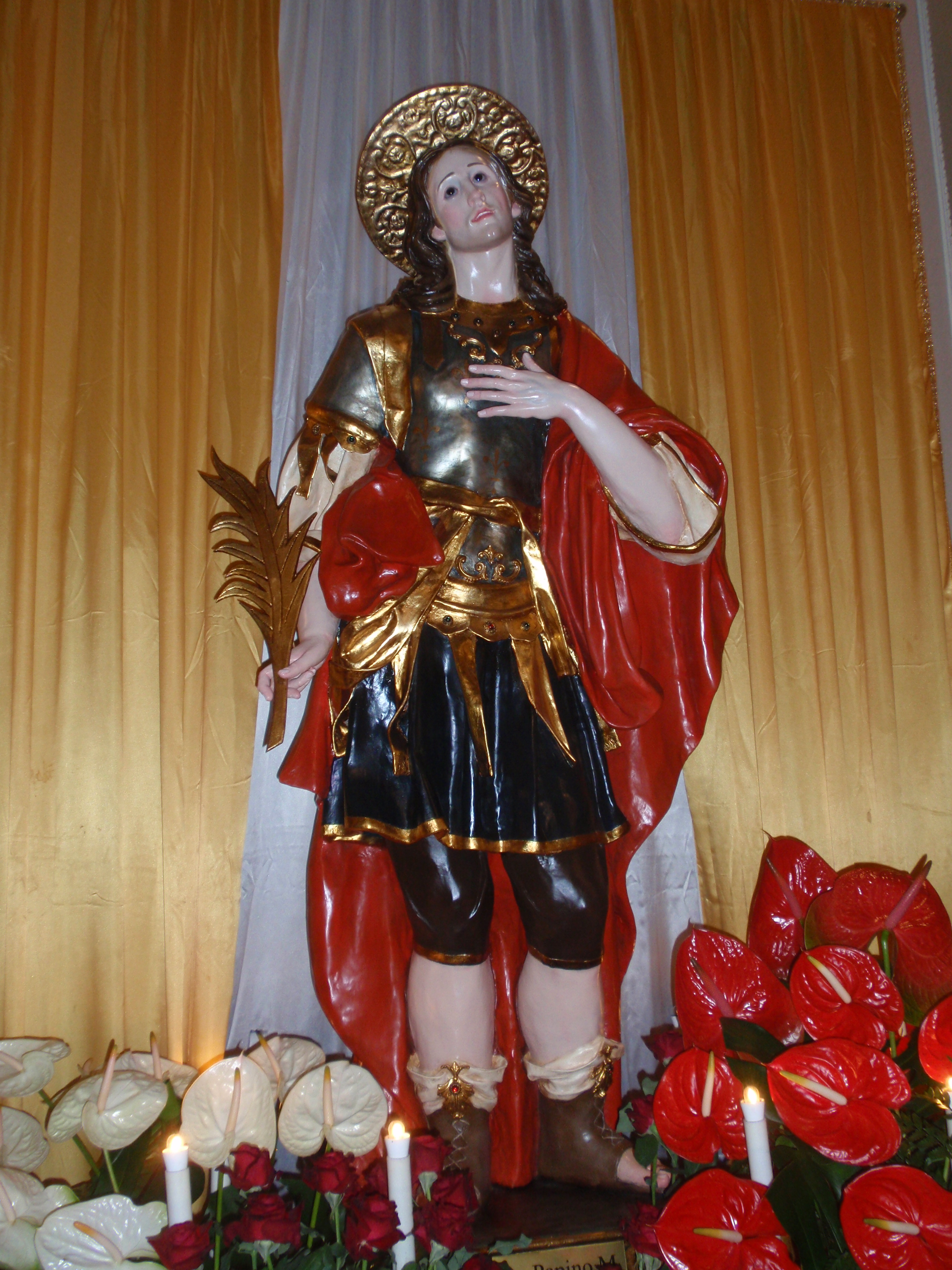
Simulacro in cartapesta di San Papino martire.

Il Martire è commemorato dalla Chiesa ortodossa nel Sinassario Costantinopolitano e dalla Chiesa cattolica nel Martirologio romano nella data del 28 giugno: « Eodem die sancti Papii martyris, qui in persecutione Diocletiani flagris cæsus, & in lebetem oleo & adipe ferventi plenum iniectus, aliaque horrenda supplicia perpessus, demum dati cervicibus coronatur ». Le sacre reliquie del corpo del martire Papino, insieme a quelle di san Bartolomeo apostolo, sant'Acacio, san Gregorio Taumaturgo e san Luciano, secondo la tradizione, trasportate dal mare arrivarono in occidente dall'Armenia Maggiore, nel 580 d.C. circa, rispettivamente nelle città di Milazzo, Lipari, Squillace, Stalettì e Messina.
A Milazzo, sul luogo del suo arrivo presso la spiaggia di Ponente, la popolazione devota fece erigere un'edicola, ove custodire le reliquie del martire, nominandolo patrono della città. A Milazzo si celebrava la sua festa il 17 giugno.
«Porro Divus Pappianus Mylensis urbis Patronus habetur, magnoque cultu, anniversario festo die ad XV Kal. Julias celebratur». Successivamente il senato milazzese fece erigere una chiesa in suo onore sul luogo dell'arrivo delle reliquie del santo.
Oggi l'antico tempio di San Papino non esiste più; l'attuale chiesa risale ad una donazione del 1618 a padre Benigno da Genova, ministro generale dell'Ordine francescano dei Riformati. Sull'altare maggiore della chiesa è collocata una grande tela (attribuita ad Onofrio Gabrieli) in cui sono raffigurati l'Immacolata Concezione, i santi Francesco d'Assisi, Antonio da Padova, gli apostoli Filippo e Giacomo, e san Papino Martire in abito da "cavaliere". San Papino martire, secondo l'agiografia spagnola del tempo, viene presentato nelle vesti di cavaliere, in difesa della città dalle incursioni dei pirati saraceni, ipotizzando, secondo il computo del cardinale Cesare Baronio, l'anno del suo martirio nell'anno 290.
Il 27 settembre 2011, l'arcivescovo di Messina-Lipari-Santa Lucia del Mela, Calogero La Piana, ha benedetto il nuovo simulacro in cartapesta di san Papino cavaliere e martire, realizzato dal maestro cartapestaio Pietro Balsamo di Francavilla Fontana.